# Габібуллаєва Дінара Тарлан кизи
Дінара Габібуллаєва (нар. 27 серпня 1993, Дніпро, Україна) — українська політична та громадська діячка. З 2020 року є депутатом Київської міської ради від партії «Європейська Солідарність», перша заступниця голови комісії з питань місцевого самоврядування та міжнародних зв'язків.

## Біографія
Народилася 27 серпня 1993 року в Дніпрі. Після завершення навчання у Спеціалізованій середній загальноосвітній школі №9 з поглибленим вивченням англійської мови міста Дніпра, у 2011 році вступила до Дніпровського національного університету імені Олеся Гончара, де навчалася за спеціальністю «Політологія», у 2016 році отримала ступень спеціаліста з політології. Отримала другу вищу освіту в Інституті Роберта Шумана за спеціальністю «Правознавство».
Впродовж 2016 - 2017 років працювала головною спеціалісткою відділу правового забезпечення та взаємодії з правоохоронними органами у Соборній районній раді міста Дніпра.
У 2017 році стажувалася в Європейському Парламенті. Того ж року стала юристкою у Центральному секретаріату партії «Блок Петра Порошенка «Солідарність».
Ще у 2016 році була одною з ініціаторів створення молодіжного крила партії «Блок Петра Порошенка «Солідарність», а вже у 2018 році стала головою ВГО «Солідарна Молодь».
В березні 2019 року стала викладачкою у Міжнародному республіканському інституті. Того ж року балотувалась на позачергових парламентських виборах за списком партії «Європейська Солідарність» під номером 36, однак депутаткою не стала.
У 2020 році, під час місцевих виборів, увійшла в першу п'ятірку кандидатів від партії «Європейська Солідарність» до Київської міської ради, за результатами голосування була обрана за 13 округом набравши 89,85 від квоти (4294 голосів).
Є першою заступницею постійної комісії Київської міської ради з питань місцевого самоврядування, регіональних та міжнародних зв'язків.